# Dolabrosaurus
Dolabrosaurus is een geslacht van uitgestorven reptielen en een lid van de familie Drepanosauridae. Fossielen van Dolabrosaurus zijn gevonden in de Chinle-formatie van New Mexico.
De typesoort is Dolabrosaurus aquatilis. De geslachtsnaam is afgeleid van dolabrus, 'offerhamer', een verwijzing naar de houweelvorm van de tanden. De soortaanduiding betekent 'in het water levend'. Dat was Dolabrosaurus overigens niet: de hoge grijpstaart van het in de bomen levend dier werd per abuis aangezien voor een orgaan om zich door het water voort te stuwen.
Het holotype is CM 28589, een postcraniaal skelet.